# Poundal
Le poundal est une unité de force anglo-saxonne, qui fait partie du système d'unités pied-livre-seconde (en), dans le système d'unités impériales introduit en 1877, et provient du sous-système spécialisé de l'absolu anglais (un système cohérent).
Le poundal est défini comme étant 1 lb ft/s2 et vaut exactement 1 pdl = 0,138 254 954 376 N.

## Cadre général
Les unités anglaises nécessitent une mise à l'échelle de la force ou de la masse pour éliminer une constante de proportionnalité numérique dans l'équation F = ma. Le poundal représente un choix, qui consiste à redimensionner les unités de force. Puisqu'une livre-force accélère une livre de masse à 32.174 049 ft/s2 (9,806 65 m/s2; l'accélération de la gravité, g), nous pouvons réduire l'unité de force pour compenser, ce qui donne nous celui qui accélère 1 livre de masse à 1 ft/s2 plutôt qu'à 32.174 049 ft/s2; et c'est le poundal, qui est d'environ 1⁄32 livre de force.
Par exemple, une force de 1200 livres est nécessaire pour accélérer une personne de 150 livres de masse à 8 pieds par seconde au carré:
{\displaystyle 150\,{\text{lb}}\times 8\,{\frac {\text{ft}}{{\text{s}}^{2}}}=1200\,{\text{pdl}}}
| Base                   | Force                       | Force                | Poids                       | Poids       | Masse                   | Masse     | Masse     | Masse      |
| Deuxième loi de Newton | m = F/a                     | m = F/a              | F = W ⋅ a/g                 | F = W ⋅ a/g | F = m ⋅ a               | F = m ⋅ a | F = m ⋅ a | F = m ⋅ a  |
| Système                | BG (en)                     | GM (en)              | IA (en)                     | M           | AE (en)                 | CGS       | MTS (en)  | SI         |
| ---------------------- | --------------------------- | -------------------- | --------------------------- | ----------- | ----------------------- | --------- | --------- | ---------- |
| Accélération (a)       | ft/s²                       | m/s²                 | ft/s²                       | m/s²        | ft/s²                   | Gal       | m/s²      | m/s²       |
| Masse (m)              | slug                        | hyl                  | livre-masse                 | kilogramme  | livre                   | gramme    | tonne     | kilogramme |
| Force (F), Poids (W)   | Livre-force                 | kilopond             | livre-force                 | kilopond    | poundal                 | dyne      | sthène    | newton     |
| Pression (p)           | Livre-force par pouce carré | atmosphère technique | Livre-force par pouce carré | Atmosphère  | poundals par pied carré | barye     | pièze     | pascal     |